# Tham Luang (Chiang Rai)
De Tham Luang (Thai voor Grote Grot) is een grot in Amphoe Mae Sai in Thailand. De grot is 6,2 kilometer lang en bevindt zich op een hoogte van 440 meter boven zeeniveau in de bergflank van de Doi Nang Non.
In de grot bevinden zich kristallen die afhankelijk van het licht van kleur veranderen.

## Vermissing en redding voetbalteam
Op zaterdag 23 juni 2018 raakte een voetbalteam van twaalf jongens, tussen de 11 en 16 jaar oud, met hun 25-jarige trainer in de gangen van deze grot vermist. De grot was door zware regenval voor een groot deel onder water te komen staan. Na negen dagen ontdekten duikers de groep op vier kilometer van de ingang, bij elkaar en in leven.
Sindsdien werd de groep bevoorraad door duikers en werden evacuatiemogelijkheden onderzocht. De jongens, die niet konden zwemmen, waren niet in staat zelfstandig de grot te verlaten. De grot was zelfs voor ervaren duikers lastig toegankelijk door de nauwe gangen en de sterke stroming van het water. Een tocht van de ingang naar de groep ingesloten jongens duurde vijf tot zes uur en er waren drie flessen perslucht voor nodig. Een van de 90 ervaren duikers vond de dood bij de reddingsactie. Van 8 tot en met 10 juli zijn de jongens en de coach in kleine groepjes door duikers naar buiten geleid. Ze werden daarvoor onder narcose gebracht, om gevaarlijke paniekreacties te voorkomen. Het reddingsteam kon zichzelf ternauwernood in veiligheid brengen. De waterpompen waarmee de grot leeggepompt werd, begaven het vlak na afronding van de operatie. De ontwikkelingen werden wereldwijd met veel belangstelling gevolgd.

## Media
- The trapped 13: How We Survived The Thai Cave (documentaire film)
- Thai Cave Rescue (6-delige Netflix original drama-serie, geïnspireerd door de gebeurtenissen)